# Turkish Aerospace Industries
Pour les articles homonymes, voir TAI.
Turkish Aerospace Industries, également connue sous le nom de TAI (en turc : Türk Havacılık ve Uzay Sanayi A.Ş., TUSAŞ) est une entreprise aéronautique turque spécialisée dans la conception et fabrication de systèmes aérospatiaux et militaires. 
Turkish Aerospace Industries se classait en 2023 au 58e rang mondial pour la production d'armement.

## Historique
Créée le 28 juin 1973, elle est implantée sur la base aérienne militaire de Mürted à Kahramankazan, en périphérie d'Ankara. Aujourd'hui, les installations de production occupent une surface totale de 5 millions m2. TAI, fort de ses 6 000 ingénieurs et 6 000 techniciens, a entrepris un recrutement massif, ajoutant 1 000 personnes à son effectif au cours de l'année 2023. L'entreprise compte 15 200 employés en septembre 2023.

### Attentat
Le 23 octobre 2024, un attentat mené contre les bureaux de l'entreprise à Kahramankazan fait plusieurs morts.

## Produits

### Drones
- TAI Anka-A (2013)
- TAI Anka-B (2013)
- TAI Aksungur (2020)
- TAI Anka 3 (2023)

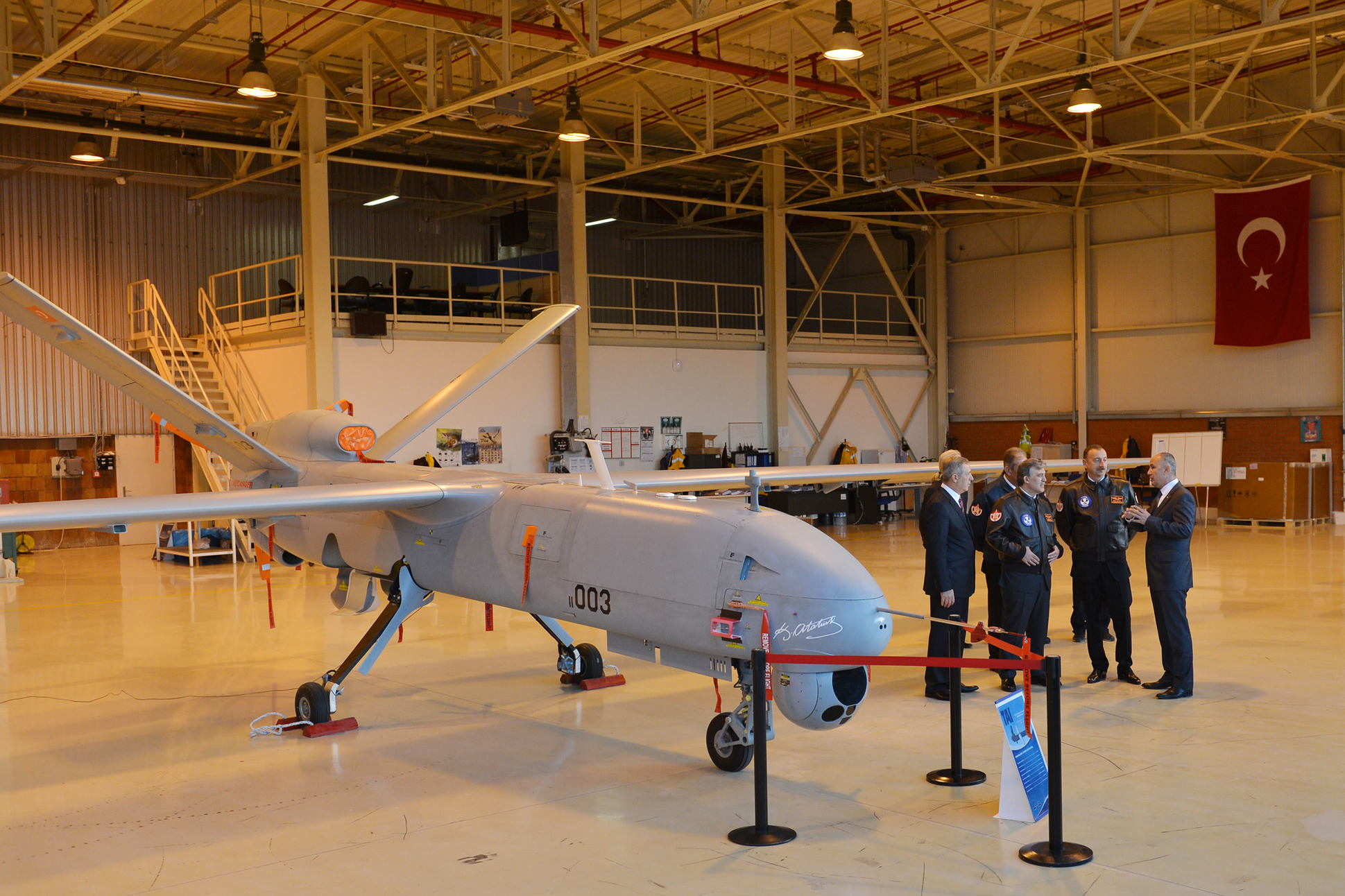
TAI Anka-B

- TAI Baykuş (en) (2003), drone de surveillance tactique
- TAI Gözcü (en) (2007), drone tactique de courte portée
- TAI Keklik (en)
- TAI Martı (en) (2003), drone de surveillance
- TAI Öncü (2009), drone expérimental
- TAI Pelikan (en) (IHA-X2), drone tactique
- TAI Şahit (IHA-X1), prototype de drone tactique
- TAI Şimşek (en)
- TAI Sivrisinek VTOL, drone de reconnaissance et de surveillance VTOL
- TAI Turna (en)

### Aéronefs

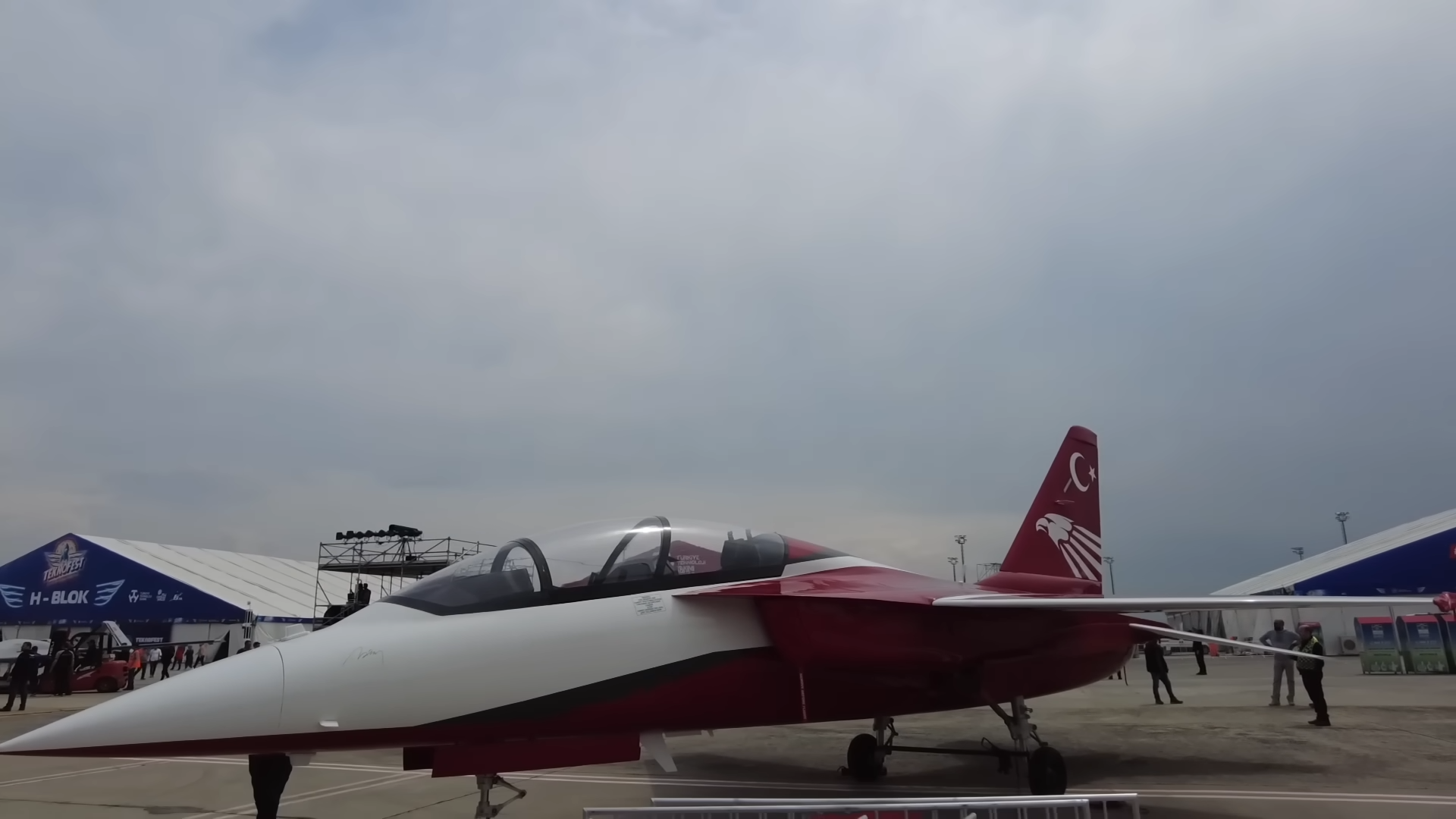
TAI Hürjet

- TAI VLA, projet en cours de développement d'un avion léger monomoteur à piston, conçu pour la formation de pilotes. Sa mise en service est programmée pour 2026.
- TAI Hürkuş, avion biplace monomoteur destiné à l'entraînement et à l'attaque au sol. Il a été opérationnel à partir de 2017[3].
- TAI Hürjet, avion de combat et d'entraînement militaire supersonique. Son vol inaugural a eu lieu le 25 avril 2023 et sa mise en service est prévue pour 2026.
- TAI TF-X Kaan, avion de chasse de cinquième génération en cours de développement, ayant réalisé son premier vol le 21 février 2024.

### Hélicoptères
- TAI T-129 ATAK, hélicoptère d'attaque qui a effectué son premier vol le 17 août 2011. Il a été livré au commandement des forces terrestres turques le 22 avril 2014. .
- TAI T625 Gökbey, hélicoptère multi rôle civile ou militaire, il a effectué son vol inaugural le 6 septembre 2018. Actuellement, il est en phase de certification en vue de sa mise en service.
- TAI T925, prototype d'hélicoptère civil multi rôle, en cours de développement par TAI. Son premier vol est prévu pour 2024.
- TAI T929 ATAK 2, hélicoptère d'attaque lourd, dont la mise en service est prévue en 2025.

### Satellites

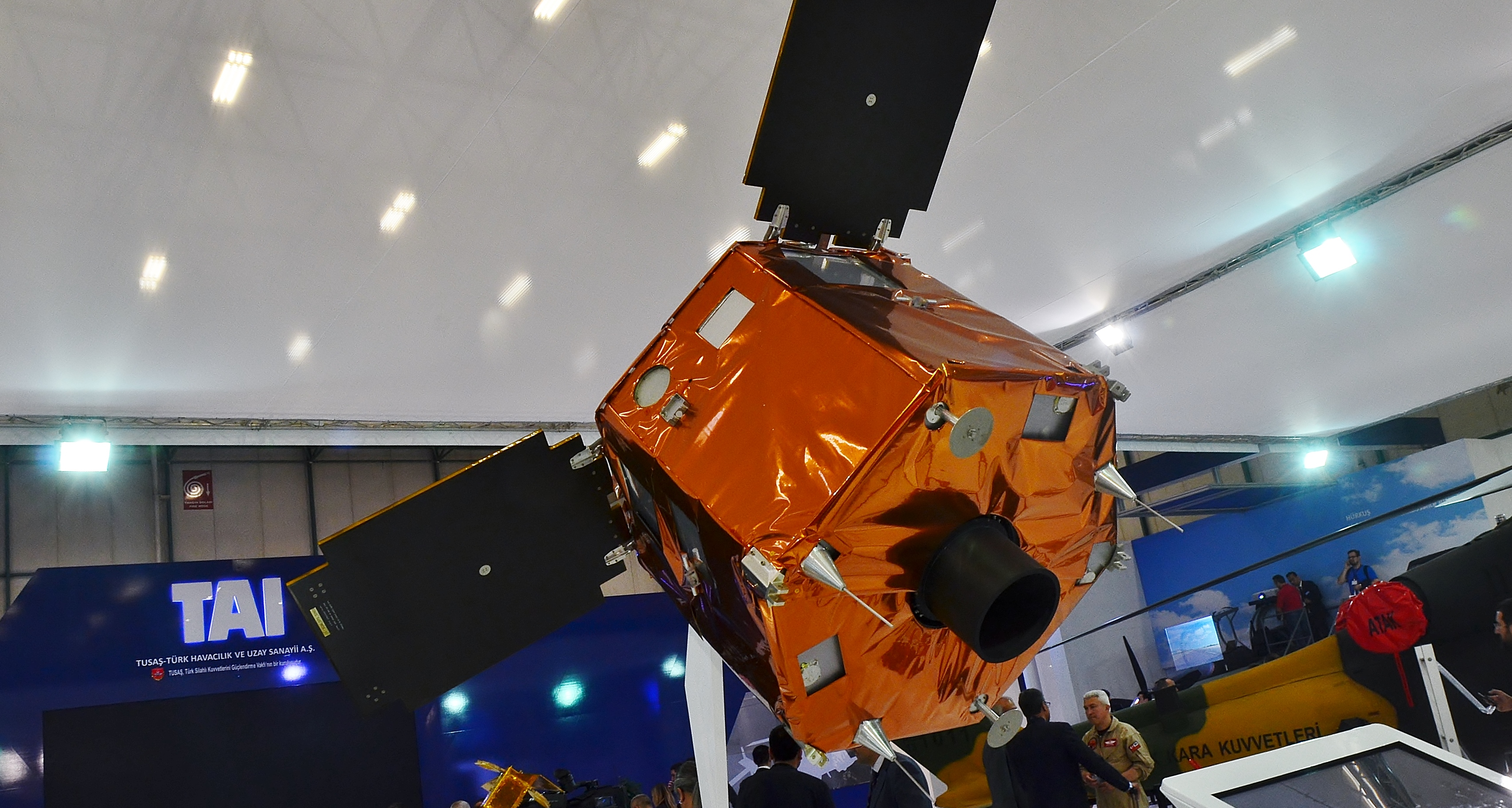
Göktürk-2

- Göktürk-1 (en), satellite d'observation de la Terre (lancé en 2016)
- Göktürk-2 (en) satellite d'observation de la Terre (lancé en 2012)
- Göktürk-3 (en), satellite d'observation de la Terre (lancement en 2025)
- Türksat 6A, satellite de télécommunications (lancé en 2024)